# Mihai Gâdea
Mihai Gâdea (nume la naștere Mihai Emanuel Gâdea; n. 10 ianuarie 1977, București, România) este un realizator de programe de televiziune din România.  Începând cu data de 14 mai 2010 este directorul postului de televiziune Antena 3, după ce în prealabil a condus Antena 2 și a fost moderatorul emisiunii „Sinteza zilei”, unde îi avea ca invitați permanenți pe Valentin Stan și Ion Cristoiu.

## Studii
În 1999, devine doctorand în istorie, Institutul de studii istorice “Nicolae Iorga”, cu lucrarea “Ionel Brătianu și epoca sa”. A absolvit Facultatea de Teologie Adventistă în anul 2000.

## Activitate profesională
Între anii 2002–2004 a fost realizator de programe în cadrul postului Realitatea TV, iar între 2004–2005 a realizat programe TV la Antena 1. Actualmente este directorul postului Antena 3. A fost directorul Antenei 2/Stars până în 2011.

## Viața personală
Este căsătorit cu Agatha Kundri Gâdea (fostă Memete, născută la 19 august 1981 în Timișoara, absolventă a Universității de Vest din Timișoara în 2004). Împreună au o fetiță, Maisha Karina.

### Critică
- O sminteală, de Andrei Pleșu, 7 decembrie 2011, Accesat la 26 iulie 2013.